# Sochchora
Sochchora là một chi bướm đêm thuộc họ Pterophoridae.

## Các loài
Có 4 loài thuộc chi này là
- Sochchora albipunctella Fletcher, 1911
- Sochchora donatella Walker, 1864
- Sochchora dotina Walsingham, 1915
- Sochchora mulinus Gielis, 2006